# Кирил Петрунов
Кирил Петрунов – Кики – е български спортист. Той е знаменосец на българската делегация на Летните олимпийски игри в Париж през 1924 г.
На Олимпиадата в Париж Петрунов се състезава в лекоатлетическите дисциплини 400 m, скок на дължина и троен скок. Заявен е и в стартовия списък за 800 m, но не стартира.
И в трите дисциплини, в които участва, не преминава квалификациите, но е единственият български атлет, който завършва състезанията. В бягането на 400 m постига резултат от 57,6 секунди и завършва на четвърто и последно място в серията си. В скока на дължина постига резултат от 6,00 m (26-о място), а в тройния скок – 12,015 m (18-о и последно място).
Личните му рекорди в леката атлетика са следните:
- 400 m: 56,0 секунди (1925 г.)
- скок на дължина: 6,49 m (1924 г.)
- троен скок: 12,98 m (1925 г.)

Играе като нападател за „Левски“ (София) от 1923 до 1931 г., като записва 24 мача и отбелязва 8 гола.